# جیمز آندرسون (کارگردان)
جیمز آندرسون (انگلیسی: James Anderson؛ ‏ ۶ نوامبر ۱۹۰۲ – ۲۶ نوامبر ۱۹۶۰) بازیگر، و کارگردان فیلم اهل ایالات متحده آمریکا بود.
از فیلم‌هایی که وی در آن‌ها نقش داشته‌است، می‌توان به قمارباز و دخترک، پسران مومیایی، هارولد لوید به دانشگاه می‌رود، در صحنه، رابطه عاشقانه، رینو، همسر دلخواه من، یک دختر، یک مرد و یک ملوان، ماه عسل پرماجرا، جاسوس محبوب من، نوکتورن، از درون گذشته، آنها در شب زندگی می‌کنند و دوهمسری اشاره نمود.